# Российская ассоциация лизинговых компаний
Российская ассоциация лизинговых компаний (Рослизинг) — некоммерческое объединение лизинговых компаний, банковских и финансовых учреждений, занимающихся лизингом. Основана в октябре 1994 года с целью координирования работы аффилированных организаций, а также представительство и защита корпоративных прав и интересов.

## Описание
В октябре 1994 года Совет Европейской Федерации Ассоциаций лизинговых компаний окончательно утвердил получение Российской ассоциацией лизинговых компаний статуса корреспондентского члена.
В расширенный список задач ассоциации входит: создание системы поддержки лизинга как на государственном, так и на общественном уровне; принятие участия в процессе нормотворчества в сфере реализации стратегических целей лизинга; предоставление возможностей членам ассоциации кооперировать свою работу и ресурсы для выполнения индивидуальных и общих планов и проектов на внутреннем и на внешнем рынках.
В состав ассоциации вошли передовые лизинговые компании и банки из Москвы, Приморья, Сибири, Урала, Поволжья, Северо-Западного округа. Членами Российской ассоциации лизинговых являются 47 лизинговых и страховых компаний, банков и консалтинговых фирм России. К ассоциации могут присоединиться и другие лизинговые компании, банки, предприятия, организации и учреждения, занимающиеся лизингом и делающим вклад в его развитие.
Ассоциация снабжает своих участников нормативно-правовыми документами, касающихся лизинговой деятельности как в РФ, так и за границей; данными по рынку лизинговых услуг; вторичному рынку лизингового оборудования; участникам лизинговой деятельности; статистическими данными и т. д.
Российская ассоциация лизинговых компаний для выполнения своих программных целей основала Фонд содействия развитию лизинга. На него были возложены такие функции: материальная поддержка лизинговых компаний, информационное и методологическое обеспечение компаний, работа с проектами инвестирования по схеме лизинга.